# Phytoseiidae
Famille
Les Phytoseiidae sont une famille d'acariens Mesostigmata. Elle comporte plus de 2 000 espèces.

## Classification
Cette famille est décomposée en trois sous-familles contenant de nombreux genres :
Sous-famille des Amblyseiinae Muma, 1961
- Amblyseiella Muma, 1955 synonyme Amblyseiellus Wainstein, 1962
- Amblyseiulella Muma, 1961 synonymes Kampimoseius Wainstein, 1962 & Tropicoseius Gupta, 1979
- Amblyseius Berlese, 1914 synonyme Amblyseialus Karg, 1983
- Archeosetus Chant & McMurtry, 2002
- Arrenoseius Wainstein, 1962
- Asperoseius Chant, 1957
- Chelaseius Muma & Denmark, 1968 synonyme Pontoseius Kolodochka & Denmark, 1990
- Chileseius Gonzalez & Schuster, 1962 synonymes Avioseius Karg, 1976 & Chiliseius van der Merwe, 1968
- Eharius Tuttle & Muma, 1973 synonyme Zavicus Arutunjan, 1973
- Euseius De Leon, 1967
- Evansoseius Sheals, 1962
- Fundiseius Muma & Denmark, in Muma 1970 synonymes Amblyscutus Muma, 1961, Athiasia Muma & Denmark, 1968 & Megadromus Wainstein, 1962
- Honduriella Denmark & Evans, 1999
- Indoseiulus Ehara, 1982 nouveau nom de Indoseius Ghai & Menon, 1969 préoccupé par Evans 1955
- Iphiseiodes De Leon, 1966
- Iphiseius Berlese, 1921 synonyme Trochoseius Pritchard & Baker, 1962
- Kampimodromus Nesbitt, 1951 synonyme Paradromus Muma, 1961
- Kampimoseiulella Chant & McMurtry, 2003
- Knopkirie Beard, 2001
- Macmurtryseius Kolodochka & Denmark, 1995
- Macroseius Chant, Denmark & Baker, 1959
- Neoparaphytoseius Chant & McMurtry, 2003
- Neoseiulus Hughes, 1948 synonymes Amathia Chaudhri, Akbar & Rasool, 1979, Carinoseius Wainstein, 1980, Cydnodromus Muma, 1961, Denmarkia Chaudhri, Akbar & Rasool, 1979, Dictydionotus Athias-Henriot, 1979 nouveau nom de Dictyonotus Athias-Henriot, 1978 préoccupé par Kriechbaumer 1894, Kashmerius Chaudhri, Akbar & Rasool, 1979, Phytodromus Muma, 1961, Typhlodromopsis Muma, 1965 & Neoseiulus Nesbitt, 1951
- Noeledius Muma & Denmark, 1968
- Okiseius Ehara, 1967 synonyme Kampimodromellus Kolodochka & Denmark, 1996
- Olpiseius Beard, 2001
- Paraamblyseiulella Chant & McMurtry, 2003
- Paraamblyseius Muma, 1962
- Paragigagnathus Amitai & Grinberg, 1971 synonymes Afrogigagnathus Yousef, 1974, Ansaria Chaudhri, Akbar & Rasool, 1979, Pamiroseius Wainstein, 1973 & Phytocerus Amitai & Swirski, 1978
- Parakampimodromus Chant & McMurtry, 2003
- Paraphytoseius Swirski & Shechter, 1961 synonyme Ptenoseius Pritchard & Baker, 1962
- Pholaseius Beard, 2001
- Phyllodromus De Leon, 1959
- Phytoscutus Muma, 1961 synonymes Trochoseius Pritchard & Baker, 1962 & Phytoscutella Muma, 1961
- Phytoseiulus Evans, 1952 synonyme Mesoseiulus Gonzalez & Schuster, 1962
- Proprioseiopsis Muma, 1961 synonymes Amblyseiulus Muma, 1961, Flagroseius Karg, 1983, Patinoseius Karg, 1983, Pavlovskeius Wainstein, 1962, Peloiseius Karg, 1983, Phytoscutus Karg, 1983, Proprioseiulus Karg, 1983 & Tuboseius Karg, 1983
- Proprioseiulus Muma, 1968 synonyme Skironodromus Wainstein, 1962
- Proprioseius Chant, 1957
- Quadromalus Moraes, Denmark & Guerrero, 1982
- Ricoseius De Leon, 1965
- Swirskiseius Denmark & Evans, in Denmark, Evans, Aguilar, Vargas & Ochoa 1999
- Typhlodromalus Muma, 1961 synonymes Typhloseius Muma, 1961 & Amblydromus Wainstein, 1962
- Typhlodromips De Leon, 1965 synonyme Scapulaseius Karg & Oomen-Kalsbeek, 1987
- Typhloseiella Muma, 1961 synonymes Athiaseius Wainstein, 1962 & Carinoseius Wainstein, 1980

Sous-famille des Phytoseiinae Berlese, 1916 synonyme Chantiini Pritchard & Baker, 1962
- Chantia Pritchard & Baker, 1962
- Phytoseius Ribaga, 1904 synonymes Dubininellus Wainstein, 1959 & Pennaseius Pritchard & Baker, 1962
- Platyseiella Muma, 1961:280

Sous-famille des Typhlodrominae Scheuten, 1857 synonyme Gigagnathinae Wainstein, 1973
- Africoseiulus Chant & McMurtry, 1994
- Australiseiulus Muma, 1961 synonyme Australodromus Wainstein, 1962
- Chanteius Wainstein, 1962 synonyme Diadromus Athias-Henriot, 1960
- Cocoseius Denmark & Andrews, 1981
- Cydnoseius Muma, 1967
- Galendromimus Muma, 1961 synonymes Nothoseius De Leon, 1965 & Deleoneius Wainstein, 1962
- Galendromus Muma, 1961 synonyme Cydnodromella Muma, 1961
  - Galendromus (Galendromus) Muma, 1961 synonymes Allodromus Wainstein, 1962 & Trichoseius Wainstein, 1962
  - Galendromus (Mugidromus) Tuttle & Muma, 1973
- Gigagnathus Chant, 1965
- Kuzinellus Wainstein, 1976 synonyme Hemiseiulus Wainstein, 1976
- Leonseius Chant & McMurtry, 1994
- Metaseiulus Muma, 1961 synonymes Amblydromus Muma, 1961, Clavidromina Muma, 1961, Cursoriseius Tutle & Muma, 1973, Eratodromus Wainstein, 1962, Evansoseius Wainstein, 1962, Menaseius Muma, 1963 & Paraseiulella Muma, 1961
  - Metaseiulus (Leonodromus) Muma, 1963
  - Metaseiulus (Metaseiulus) Muma, 1961:295
- Meyerius van der Merwe, 1968
- Neoseiulella Muma, 1961 synonymes Heteroseiulus Lehman, 1982, Kallistoseius Wainstein, 1962, Nesbitteius Wainstein, 1962, Pegodromus Athias-Henriot & Fauvel, 1981, Shiehia Tseng, 1975, Tasmanidromus Wainstein, 1977, Typhloctona Denmark & Rather, 1996 & Typhloctonus Muma, 1961
- Papuaseius Chant & McMurtry, 1994
- Paraseiulus Muma, 1961 synonymes Berleseiulus Arutunjan, 1974 & Bawus van der Merwe, 1968
- Silvaseius Chant & McMurtry, 1994
- Typhlodromina Muma, 1961:297 synonymes Dendrodromus Wainstein, 1962 & Evanseius Wainstein, 1962
- Typhlodromus Scheuten, 1857 synonymes Amblydromella Muma, 1961, Aphanoseius Wainstein, 1972, Berethria Tuttle & Muma, 1973, Clavidromus Muma, 1961, Colchodromus Wainstein, 1962, Indodromus Ghai & Menon, 1969, Litoseius Kolodochka, 1992, Mumaseius De Leon, 1965, Orientiseius Muma & Denmark, 1968, Seiodromus Wainstein, 1962, Taxodromus Wainstein, 1962, Typhlodromella Muma, 1961 & Vittoseius Kolodochka, 1988
  - Typhlodromus (Anthoseius) De Leon, 1959 synonymes Lindquistoseia Denmark & Welbourn, 2002 & Prasadoseia Denmark & Welbourn, 2002
  - Typhlodromus (Typhlodromus) Scheuten, 1857 synonymes Amblyseiopsis Garman, 1948, Oudemanus Denmark, 1992, Trionus Denmark, 1992 & Wainsteinius Arutunjan, 1969
- Typhloseiopsis De Leon, 1959c:150
- Typhloseiulus Chant & McMurtry, 1994 synonymes Echinoseius Ribaga, 1904 & Seiulus Berlese, 1887

## Intérêt agronomique - Biocontrôle
Les phytoséïdes sont des prédateurs naturels des acariens. L'étude de leur cycle biologique et des moyens de développer les principales espèces a fait que les acariens rouges ne sont plus considérés comme des ravageurs-clefs en arboriculture. Les phytoséïdes sont des régulateurs de l'acarien rouge, l'acarien jaune et les phytoptes. Certains phytoséïdes sont des prédateurs d'autres acariens présents dans les jardins, ils sont là aussi très utiles comme auxiliaires carnivores au titre du biocontrôle.